# Corymbia ficifolia
Corymbia ficifolia ist eine Pflanzenart aus der Gattung Corymbia innerhalb der Familie der Myrtengewächse (Myrtaceae). Sie kommt im Südwesten von Western Australia vor und wird dort „Red-flowering Gum“ genannt.

## Beschreibung

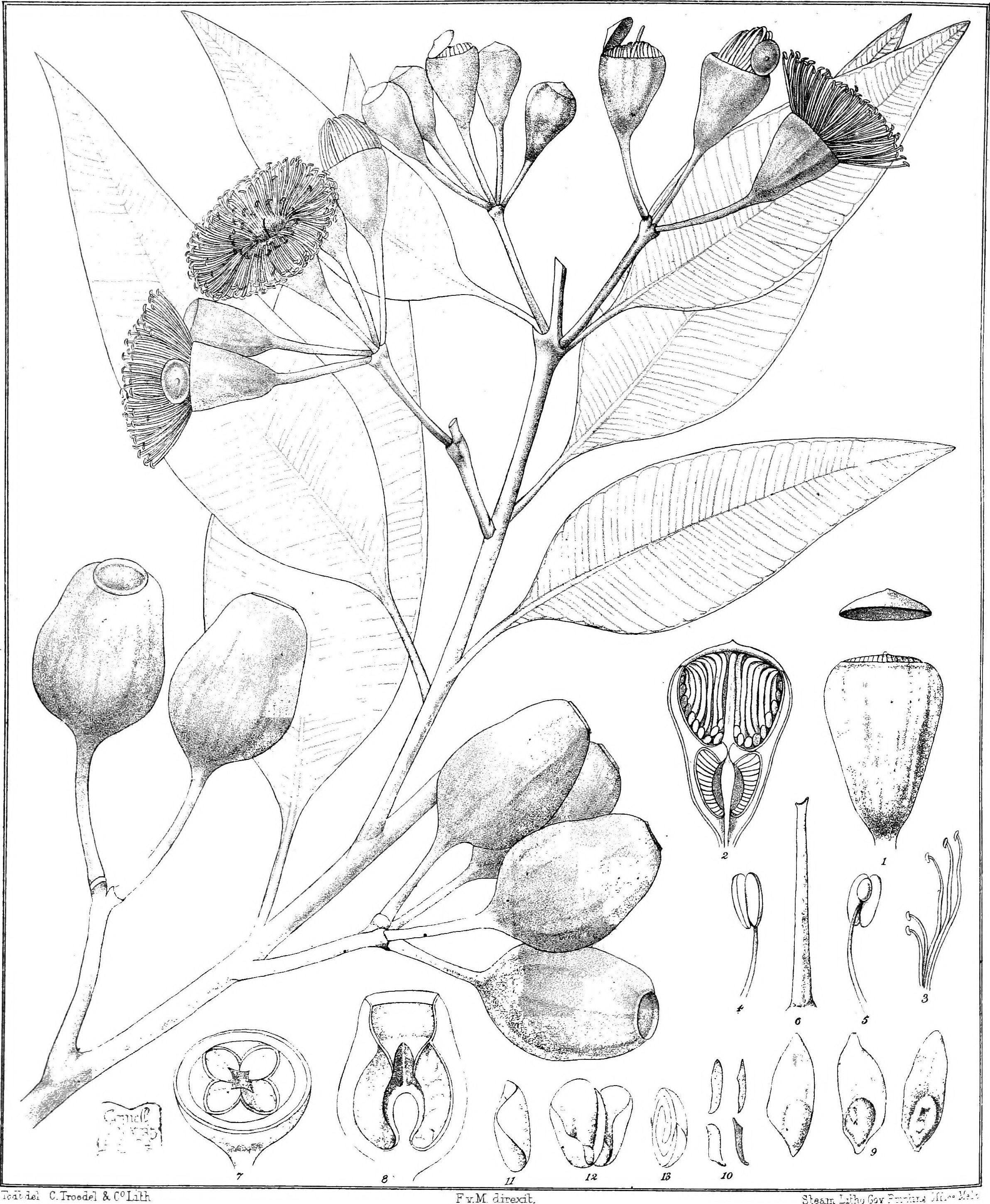
Illustration aus Eucalyptographia. A descriptive atlas of the eucalypts of Australia and the adjoining islands, 1879

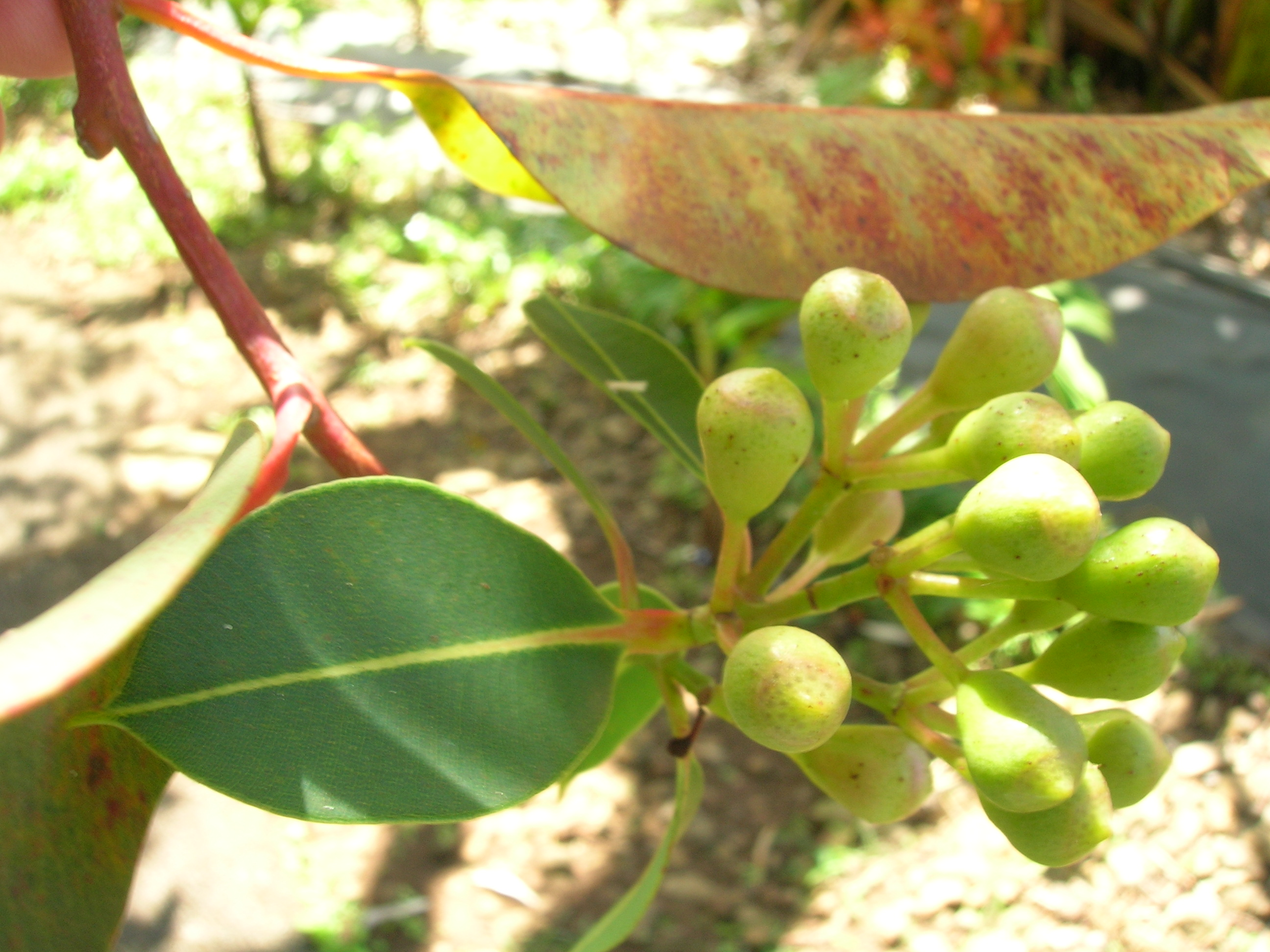
Laubblätter und Blütenknospen

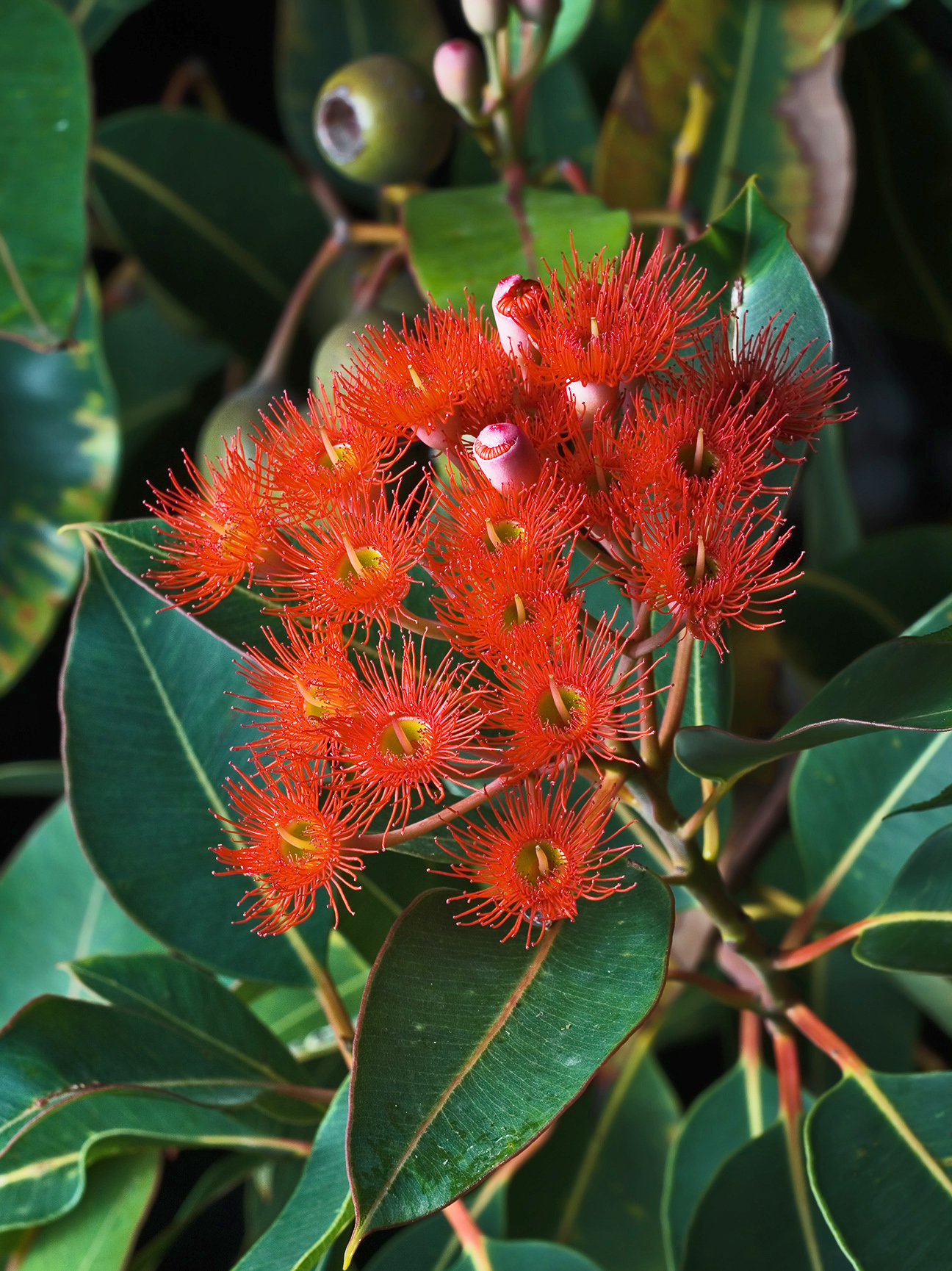
Laubblätter und Blüten

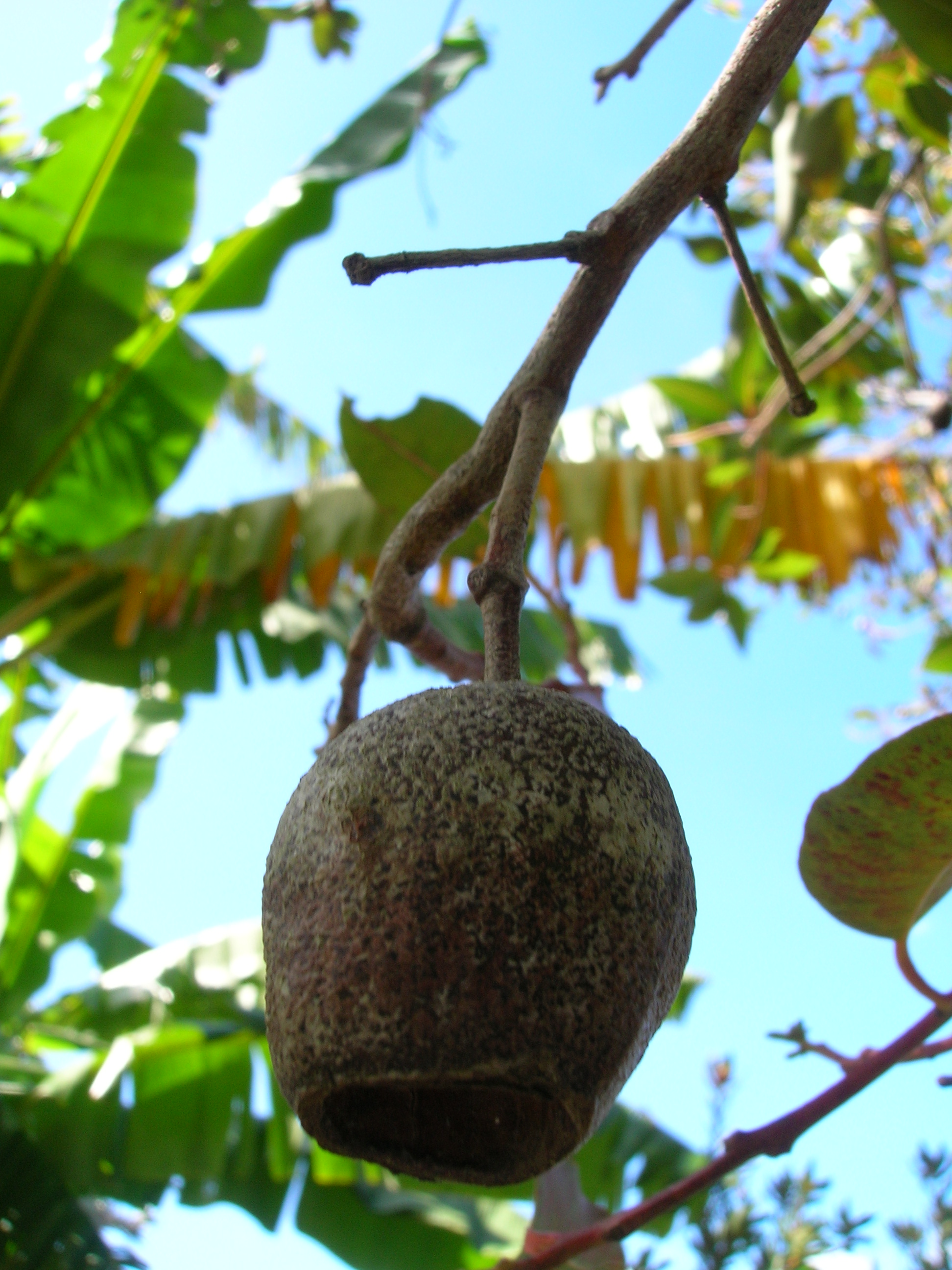
Frucht

### Erscheinungsbild und Blatt
Corymbia ficifolia wächst als buschiger Baum, der Wuchshöhen von 2 bis 10 Metern erreicht. Die Borke verbleibt am gesamten Baum, ist grau-braun bis rotbraun, schachbrettartig oder kurzfasrig und besitzt Drüsen. Im Mark sind Öldrüsen vorhanden.
Bei Corymbia ficifolia liegt Heterophyllie vor. Die Laubblätter sind immer in Blattstiel und -spreite gegliedert. Die Blattspreite an jungen Exemplaren ist lanzettlich bis eiförmig und besitzt steife einfache Haare und steife Drüsenhaare. Die Blattspreite an mittelalten Pflanzen ist lanzettlich bis elliptisch, gerade, ganzrandig und matt grün. Der im Querschnitt schmal abgeflachte oder manchmal kanalförmige Blattstiel an erwachsenen Exemplaren ist 10 bis 20 Millimeter lang. Die Blattspreite an erwachsenen Exemplaren ist relativ dick, bei einer Länge von 7,5 bis 15 cm und einer Breite von 3 bis 5 cm breit-lanzettlich bis eiförmig, gerade, mit sich verjüngender oder gerundeter Spreitenbasis und spitzem, bespitztem oder stumpfen oberen Ende. Ihre Blattober- und -unterseite ist verschieden glänzend grün gefärbt. Die erhabenen oder kaum erkennbaren Seitennerven gehen in geringen Abständen in einem stumpfen Winkel vom Mittelnerv ab. Auf jeder Blatthälfte gibt es einen ausgeprägten, durchgängigen, sogenannten Intramarginalnerv; er verläuft in geringem Abstand am Blattrand entlang. Die Keimblätter (Kotyledonen) sind fast kreisförmig.

### Blütenstand und Blüte
Die Blütezeit reicht in Western Australia von Dezember oder Januar bis Mai. Endständig auf einem bei einer Länge von 15 bis 25 Millimetern im Querschnitt stielrunden Blütenstandsschaft steht ein zusammengesetzter Blütenstand, der aus doldigen Teilblütenständen mit jeweils drei bis sieben Blüten besteht.
Die keulen- oder kreiselförmige Blütenknospe ist 9 bis 13 Millimeter lang, 6 bis 8 Millimeter breit und nicht blau-grün bemehlt oder bereift. Die Kelchblätter bilden eine Calyptra, die bis zur Öffnung der Blüte (Anthese) vorhanden bleibt. Die glatte Calyptra ist kniescheibenförmig sowie schnabelförmig und schmaler als der glatte Blütenbecher (Hypanthium). Die Blüten sind cremefarben bis rosa oder rot.

### Frucht und Samen
Die gestielte Frucht ist bei einer Länge von 25 bis 35 Millimetern und einem Durchmesser von 20 bis 30 Millimetern eiförmig und vierfächerig. Der Diskus ist eingedrückt und die Fruchtfächer sind eingeschlossen.
Der regelmäßige oder seitlich abgeflachte, kahn- oder eiförmige Samen besitzt eine netzartige, matte bis seidenmatte, rotbraune Samenschale. Das Hilum befindet sich am oberen Ende des Samens.

## Vorkommen
Das natürliche Verbreitungsgebiet von Corymbia ficifolia sind ausschließlich die Südküste und küstennahe Bereiche östlich und westlich von Albany in Western Australia. In Western Australia kommt Corymbia ficifolia in den selbstständigen Verwaltungsbezirken Albany, Denmark, Manjimup und Plantagenet in den Regionen South West und Great Southern vor.
Corymbia ficifolia gedeiht auf weißen und grauen Sand- oder sandigen Lehmböden, oft mit Kies. Er kommt bevorzugt an Hängen vor.

## Taxonomie
Die Erstveröffentlichung erfolgte 1860 durch Ferdinand von Mueller unter dem Namen (Basionym) Eucalyptus ficifolia F.Muell. in Fragmenta Phytographiae Australiae, Volume 2 (13), S. 15. Das Typusmaterial weist die Beschriftung Prope litora aestuarii „Broken Inlet“ Novae Hollandiae austro occidentalis. Mx.  auf. Die Neukombination zu Corymbia ficifolia (F.Muell.) K.D.Hill & L.A.S.Johnson erfolgte 1995 unter dem Titel Systematic studies in the eucalypts. 7. A revision of the bloodwoods, genus Corymbia (Myrtaceae) in Telopea, Volume 6 (2–3), S. 245. Ein weiteres Synonym für Corymbia ficifolia (F.Muell.) K.D.Hill & L.A.S.Johnson ist  Eucalyptus ficifolia var.carmina Blakely.

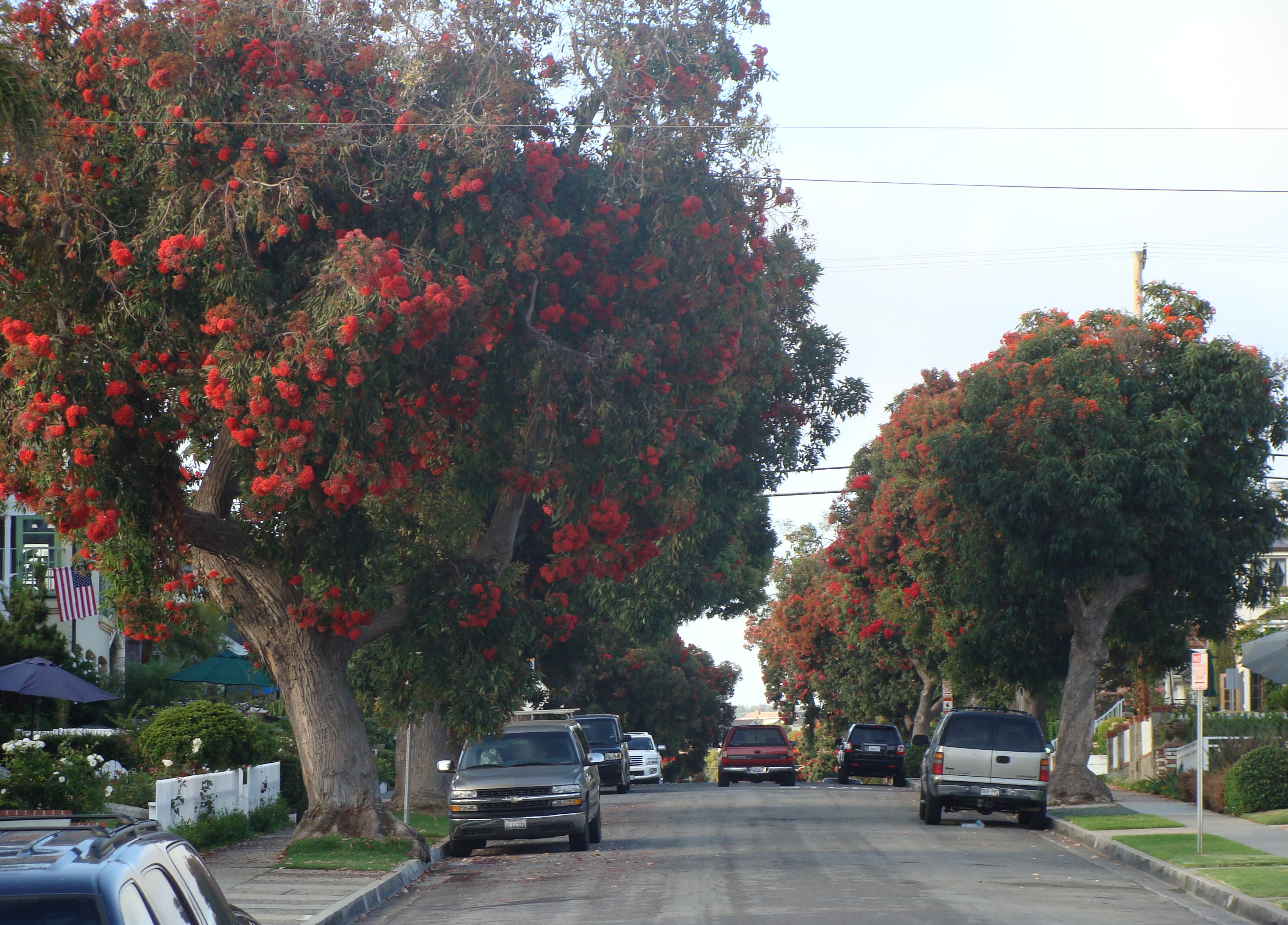
Blühende Allee

## Nutzung
Corymbia ficifolia dient als Zierpflanze in Gärten und Parks sowie an Straßenrändern. Es gibt Sorten.